# EIF3J
EIF3J (англ. Eukaryotic translation initiation factor 3 subunit J) – білок, який кодується однойменним геном, розташованим у людей на короткому плечі 15-ї хромосоми. Довжина поліпептидного ланцюга білка становить 258 амінокислот, а молекулярна маса — 29 062.
| 10         |  | 20         |  | 30         |  | 40         |  | 50         |
| ---------- |  | ---------- |  | ---------- |  | ---------- |  | ---------- |
| MAAAAAAAGD |  | SDSWDADAFS |  | VEDPVRKVGG |  | GGTAGGDRWE |  | GEDEDEDVKD |
| NWDDDDDEKK |  | EEAEVKPEVK |  | ISEKKKIAEK |  | IKEKERQQKK |  | RQEEIKKRLE |
| EPEEPKVLTP |  | EEQLADKLRL |  | KKLQEESDLE |  | LAKETFGVNN |  | AVYGIDAMNP |
| SSRDDFTEFG |  | KLLKDKITQY |  | EKSLYYASFL |  | EVLVRDVCIS |  | LEIDDLKKIT |
| NSLTVLCSEK |  | QKQEKQSKAK |  | KKKKGVVPGG |  | GLKATMKDDL |  | ADYGGYDGGY |
| VQDYEDFM   |  |            |  |            |  |            |  |            |

A: Аланін

C: Цистеїн

D: Аспарагінова кислота

E: Глутамінова кислота

F: Фенілаланін

G: Гліцин

I: Ізолейцин

K: Лізин

L: Лейцин

M: Метіонін

N: Аспарагін

P: Пролін

Q: Глутамін

R: Аргінін

S: Серин

T: Треонін

V: Валін

W: Триптофан

Кодований геном білок за функціями належить до факторів ініціації, фосфопротеїнів. 
Задіяний у таких біологічних процесах, як біосинтез білків, ацетилювання, альтернативний сплайсинг. 
Локалізований у цитоплазмі.